# LIPAC
El Prototip d'Accelerador Lineal IFMIF (conegut per les sigles en anglès LIPAC) és un accelerador de partícules lineal localitzat a Rokkasho, situat al nord del Japó. És un projecte de International Fusion Materials Irradiation Facility.
L'objectiu del projecte que desenvolupa el LIPAC és "llançar un raig d'ions de deuteri de 125 mil·liamperes a 40 megaelectró-volts en una ona contínua cap a una malla de liti".
Les organitzacions que hi col·laboren són: el Centre de Recerca Nuclear de Saclay, l'Agència de l'Energia Atòmica del Japó, diversos instituts de recerca europeus coordinats per l'Agència Domèstica Europea de Fusió per a l'Energia (CEA, CIEMAT, INFN i SCK•CEN) i Indra.
El 2007 el projecte Aproximament Més Ample, col·laboració entre la Unió Europea i el Japó, donà lloc al projecte de construir el LIPAC.
La malla de liti per a proves EVEDA (ELiTe) fou acabat de fer el desembre de 2010. L'accelerador es va anar construint inicialment a la regió de París el 2011. El 2013 es va instal·lar a Rokkasho.